# スライト・リターン/ザ・ファウンテンヘッド
『スライト・リターン/ザ・ファウンテンヘッド』(Slight Return/The Fountainhead)は、ブルートーンズが初めて自主制作で発売した7インチのレコードシングル。
メール・オーダーやライヴ会場での販売限定で2000枚が製作され、即完売。ブルートーンズがレコード会社との契約を得るきっかけとなった。また当時、日本向けのシングルレコードも発売されている。このシングルバージョンは『エクスペクティング・トゥ・フライ』収録のバージョンとは異なり、どちらも後に『ジ・アーリー・ガレージ・イヤーズ』に収録された。

## 収録曲
- 7"
  - A面 スライト・リターン / Slight Return
  - B面 ファウンテンヘッド / The Fountainhead